# Guste Schepp
Guste Schepp (* 23. August 1886 in Bremen; † 23. Juli 1967 in Bremen) war eine deutsche Politikerin (Deutsche Staatspartei) und Frauenrechtlerin.

## Biografie
Schepp war die Tochter des Kaufmanns Carl Merkel und seiner Frau Carlotta. Sie besuchte bis 1901 das Lyzeum von Anna Vietor. Nach Aufenthalten in einem Mädchenpensionat in Dresden und in England studierte sie am Bremer Lehrerseminar von Gustav Janson, musste das Studium aber wegen Erkrankungen abbrechen. Sie heiratete den Bremer Rechtsanwalt Hans Schepp, der 1918 im Krieg fiel; beide hatten vier Kinder.
1919 gründete sie mit anderen Frauen die Kriegshinterbliebenenvereinigung, die bald rund 900 Mitglieder aufwies. Sie wirkte über 15 Jahre im Verein. Als sozial erfahrenen Person – wie es hieß – erfolgte später ihre Berufung in einen Ausschuss des Reichsarbeitsministeriums.
1927 wurde Schepp Vorsitzende des 1910 von Verena Rodewald gegründeten Frauenstadtbundes. Ihre Themen waren: Die Benachteiligung der Frauen, Friedensresolutionen und Probleme zur Strafbarkeit von Schwangerschaftsabbruch gemäß § 218 StGB. Sie schrieb unter anderem in den Bremer Nachrichten über Frauentagungen, über bedeutende Frauen und zu aktuellen Ereignissen. 1930 wurde sie als Nachfolgerin von Agnes Heineken (DDP) in die Bremische Bürgerschaft gewählt. Hier setzte sie sich für verbesserte Bildungschancen von Kindern weniger bemittelter Eltern ein und war in der Wohlfahrtsdeputation tätig. Um 1930 wurde sie Vorsitzende des Verbandes Norddeutscher Frauenvereine und Vorstandsmitglied des Bundes Deutscher Frauenvereine, verbunden mit überregionalen Aktivitäten.
In der Zeit des Nationalsozialismus war Schepp für die evangelische Kirche aktiv, engagierte sich für die Bremer Domgemeinde und übernahm 1938 den Vorsitz des Deutsch-Evangelischen Frauenbundes (DEF). Dieses Amt hatte sie bis 1964 inne. Im Sommer 1933 trug sie einen harten Konflikt mit Landesbischof Weidemann aus, dem sie Parteinahme für die NSDAP vorwarf.
1950 gründete sie mit anderen Frauen ein Jugend-Gemeinschaftswerk des DEF, in dem durch Kurse unter anderem entwicklungsgehemmte junge Frauen gefördert wurden. Bis wenige Jahre vor ihrem Tod war die liberale Auguste Schepp in der Bremer Frauenbewegung aktiv.